# Buffer non invertente
Per buffer non invertente si intende un amplificatore digitale la cui uscita presenta lo stesso livello logico presente in ingresso. Il termine "buffer" è usato sia in ambito microelettronico (progettazione di microchip) sia nei circuiti elettronici classici.
Come tutti i componenti digitali, il suo funzionamento logico può essere descritto da una tabella della verità, che per il buffer non invertente può essere rappresentata così:
| Ingresso | Uscita |
| -------- | ------ |
| 1        | 1      |
| 0        | 0      |

Si evidenzia che il significato logico di questo componente non è altro che confermare il valore in ingresso.
Sembrerebbe un componente che non fornisca alcuna funzionalità, invece è molto importante per quanto riguarda gli aspetti elettrici del circuito nel quale è impiegato: ad esempio può provvedere ad amplificare in corrente il segnale in ingresso, permettendone la propagazione su distanze maggiori, o può permettere di distribuire il segnale ad un elevato numero di porte logiche.
Un uso tipico del buffer è nella sintesi del clock tree.

## Simbolo circuitale

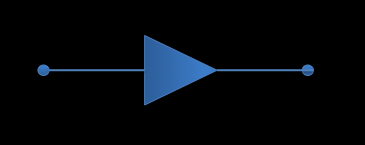
buffer non invertente